# Список переможців кінофестивалю «Санденс»
Це список усіх переможців кінофестивалю «Санденс».

## 1984
- Ґран-прі журі за драматичний фільм — «Old Enough»
- Ґран-прі журі за документальний фільм — «Style Wars»
- Почесна згадка драматичного фільму — «Seeing Red»
- Почесна згадка документального фільму — «The Good Fight (The Abraham Lincoln Brigade in the Spanish Civil War)»
- Спеціальний приз журі за драматичний фільм — «Остання ніч поблизу Аламо»
- Спеціальний приз журі за документальний фільм — «Коли гори тремтять»
- Спеціальне визнання журі документального фільму — «Таємний агент»
- Спеціальне визнання журі драматичного фільму — «Герой»

Джерело:

## 1985
- Ґран-прі журі за драматичний фільм — «Просто кров»
- Ґран-прі журі за документальний фільм — «Сімнадцять»
- Спеціальні призи журі за драматичний фільм — «Майже ти» і «Вбивча підлога»
- Спеціальні призи журі за документальний фільм — «Америка та Льюїс Гайн», «Kaddish», «Streetwise» і «Часи Гарві Мілка»
- Спеціальне визнання журі — «Брат з іншої планети»
- Спеціальне визнання журі драматичного фільму — «Дивніше, ніж у раю»
- Спеціальне визнання журі документального фільму — «А на небесах є пиво?»

Джерело:

## 1986
- Ґран-прі журі за драматичний фільм — «Спокійна розмова»
- Ґран-прі журі за документальний фільм — «Приватні бесіди»
- Спеціальний приз журі за драматичний фільм — «Пустельні серця»
- Спеціальний приз журі за документальний фільм — «Мами з Плази де Майо»
- Спеціальне визнання журі — «Прощальні погляди» і «Велика Стіна — це велика стіна»
- Спеціальне визнання журі молодіжної комедії — «Сім хвилин у раю»

Джерело:

## 1987
- Ґран-прі журі за драматичний фільм — «Очікуючи на Місяць» і «Халепа з Діком»
- Ґран-прі журі за документальний фільм — «Sherman's March»
- Приз за досконалу операторську роботу в драматичному фільмі — «No Picnic»
- Приз за досконалу операторську роботу документальному фільмі — «Чилі: коли це скінчиться?»
- Спеціальне визнання журі — «Working Girls» і «River's Edge»
- Спеціальний приз журі за документальний фільм — «Чилі: коли це скінчиться?»
- Спеціальний приз журі за оригінальність — «Павільйон Саллівана»

Джерело:

## 1988
- Ґран-прі журі за драматичний фільм — «Heat and Sunlight»
- Ґран-прі журі за документальний фільм — «Бейрут: Останнє домашнє відео»
- Приз за досконалу операторську роботу в драматичному фільмі — «Rachel River»
- Приз за досконалу операторську роботу в документальному фільмі — «Бейрут: Останнє домашнє відео»
- Спеціальний приз журі — «Лимонне небо»
- Спеціальний приз журі за документальний фільм — «Thy Kingdom Come, Thy Will Be Done» і «Дорога Америко: Листи додому з В'єтнаму»
- Спеціальний приз журі за акторську роль — Вівека Ліндфорс за роль у фільмі «Rachel River»
- Спеціальне визнання журі — «The Brave Little Toaster»

Джерело:

## 1989
- Ґран-прі журі за драматичний фільм — «Справжнє кохання»
- Ґран-прі журі за документальний фільм — «For All Mankind»
- Приз глядацьких симпатій за документальний фільм — «For All Mankind»
- Приз глядацьких симпатій за драматичний фільм — «Секс, брехня та відео»
- Трофей кінематографістів за драматичний фільм — «Powwow Highway»
- Трофей кінематографістів за документальний фільм — «Джон Г'юстон»
- Спеціальне визнання журі — «The Roommate»

Джерело:

## 1990
- Ґран-прі журі за драматичний фільм — «Chameleon Street»
- Ґран-прі журі за документальний фільм — «H-2 Worker» і «Вода і сила»
- Приз за досконалу операторську роботу в документальному фільмі — «H-2 Worke»r
- Приз за досконалу операторську роботу в драматичному фільмі — «Домашня вечірка»
- Трофей кінематографістів за драматичний фільм — «Домашня вечірка»
- Трофей кінематографістів за документальний фільм — «Метаморфоза: чоловік — у жінку»
- Приз глядацьких симпатій за драматичний фільм — «Стара компанія»
- Приз глядацьких симпатій за документальний фільм — «Берклі у шістдесятих»
- Спеціальне визнання журі — «Спати з гнівом» і «Сансара: смерть і відродження в Камбоджі»

Джерело:

## 1991
- Ґран-прі журі за драматичний фільм — «Отрута»
- Ґран-прі журі за документальний фільм — «Американська мрія» і «Париж у вогні»
- Трофей кінематографістів за драматичний фільм — «Привілей»
- Трофей кінематографістів за документальний фільм — «Американська мрія»
- Приз глядацьких симпатій за драматичний фільм — «Одна чашка кави»
- Приз глядацьких симпатій за документальний фільм — «Американська мрія»
- Приз за досконалу операторську роботу в драматичному фільмі — «Дочки пилу»
- Приз за досконалу операторську роботу в документальному фільмі — «Крісто в Парижі»
- Спеціальне визнання журі — «Straight Out of Brooklyn»
- Премія за кіносценарій імені Волдо Солта — «Тусуючись зі своїми» і «Довір'я»

Джерело:

## 1992
- Ґран-прі журі за драматичний фільм — «У супі»
- Ґран-прі журі за документальний фільм — «A Brief History of Time» і «Finding Christa»
- Трофей кінематографістів за драматичний фільм — «Zebrahead»
- Трофей кінематографістів за документальний фільм — «A Brief History of Time»
- Приз глядацьких симпатій за драматичний фільм — «The Waterdance»
- Приз глядацьких симпатій за документальний фільм — «Охоронець брата»
- Приз за досконалу операторську роботу в драматичному фільмі — «Непритомність»
- Приз за досконалу операторську роботу в документальному фільмі — «Shoot for the Contents»
- Спеціальне визнання журі — «Години та часи» і «Моє божевільне життя»
- Спеціальний приз журі за акторську гру — Сеймур Кассель за роль у фільмі «У супі»
- Премія за кіносценарій імені Волдо Солта — «Танець на воді»
- Приз Піпер-Едсік за незалежне бачення — Джон Туртурро

Джерело:

## 1993
- Ґран-прі журі за драматичний фільм — «Рубі на небесах» i «Вільний доступ»
- Ґран-прі журі за документальний фільм — «Silverlake Life: The View from Here»
- Трофей кінематографістів за драматичний фільм — «Fly by Night»
- Приз глядацьких симпатій за драматичний фільм — «El Mariachi»
- Приз глядацьких симпатій за документальний фільм — «Something Within Me»
- Приз за досконалу операторську роботу в драматичному фільмі — «An Ambush of Ghosts»
- Приз за досконалу операторську роботу в документальному фільмі — «Children of Fate: Life and Death in a Sicilian Family»
- Премія за кіносценарій імені Волдо Солта — «Асорті по-китайськи»
- Спеціальне визнання журі — «Just Another Girl on the I.R.T.» і «Earth and the American Dream»
- Данина Піпер-Едсік за незалежному баченню — Дензел Вашингтон

Джерело:

## 1994
- Ґран-прі журі за драматичний фільм — «Що трапилося»
- Ґран-прі журі за документальний фільм — «Freedom on My Mind»
- Трофей кінематографістів за драматичний фільм — «Клерки» і «Fresh»
- Трофей кінематографістів за документальний фільм — «Theremin: An Electronic Odyssey»
- Приз глядацьких симпатій за драматичний фільм — «Spanking the Monkey» і «Picture Bride»
- Приз глядацьких симпатій за документальний фільм — «Hoop Dreams»
- Приз за досконалу операторську роботу в драматичному фільмі — «Suture»
- Приз за досконалу операторську роботу в документальному фільмі — «Колорадський ковбой: Історія Брюса Форда»
- Приз за свободу самовираження — «Dialogues with Madwomen» і «Heart of the Matter»
- Спеціальне визнання журі — «Coming Out Under Fire» і «Fun»
- Премія за кіносценарій імені Волдо Солта — «Що трапилося»
- Данина Піпер-Едсік незалежному баченню — Джина Ровлендс

Джерело:

## 1995
- Ґран-прі журі за драматичний фільм — «Брати Макмюллен» і «Настільна книга молодого отруйника»
- Ґран-прі журі за документальний фільм — «Crumb»
- Трофей кінематографістів за драматичний фільм — «Анджела»
- Трофей кінематографістів за документальний фільм — «Black is… Black Ain't»
- Приз глядацьких симпатій за документальний фільм — «Ballot Measure 9» і «Unzipped»
- Премія за кіносценарій імені Волдо Солта — «Життя в забутті»
- Приз за свободу самовираження — «When Billy Broke His Head…and Other Tales of Wonder»
- Спеціальне визнання журі за режисуру — «Jupiter's Wife», «Heavy» і «Rhythm Thief»
- Спеціальне визнання журі — «El héroe»
- Почесна згадка латиноамериканського кіно — «Eagles Don't Hunt Flies» і «Полуниця та шоколад»
- Почесна згадка за створення короткометражного фільму — «The Salesman and Other Adventures», «Tom's Flesh» і «Нонні та Алекс»
- Данина Піпер-Едсік незалежному баченню — Ніколас Кейдж

Джерело:

## 1996
- Ґран-прі журі за драматичний фільм — «Ласкаво просимо до Лялькового будинку»
- Ґран-прі журі за документальний фільм — «Troublesome Creek: A Midwestern»
- Трофей кінематографістів за драматичний фільм — «Girls Town»
- Приз глядацьких симпатій за драматичний фільм — «Care of the Spitfire Grill»
- Приз за досконалу операторську роботу в драматичному фільмі — «Color of a Brisk and Leaping Day»
- Приз за досконалу операторську роботу в документальному фільмі — «Cutting Loose»
- Премія за кіносценарій імені Волдо Солта — «Велика ніч»
- Приз за свободу самовираження — «The Celluloid Closet»
- Спеціальне визнання журі — «Коли ми були королями»
- Спеціальне визнання журі за акторську гру — «Я стріляла в Енді Воргола»
- Почесна згадка латиноамериканського кіно — «Гуантанамера» і «Дикі коні»
- Почесна згадка за створення короткометражного фільму — «Свиня!» і «Dry Mount»
- Данина Піпер-Едсік незалежному баченню — Даян Вест

Джерело:

## 1997
- Ґран-прі журі за документальний фільм — «Дівчат, як ми»
- Ґран-прі журі за драматичний фільм — «Неділя»
- Приз глядацьких симпатій за драматичний фільм — «Love Jones» і «Ураган»
- Приз глядацьких симпатій за документальний фільм — «Paul Monette: The Brink of Summer's End»
- Трофей кінематографістів за документальний фільм — «Licensed to Kill»
- Трофей кінематографістів за драматичний фільм — «In the Company of Men»
- Приз за свободу самовираження — «Family Name» і «Fear and Learning at Hoover Elementary»
- Приз за досконалу операторську роботу в документальному фільмі — «My America …or Honk if You Love Buddha»
- Спеціальне визнання журі — «SICK: The Life & Death of Bob Flanagan, Supermasochist»
- Нагорода латиноамериканського кіно — «Landscapes of Memory»
- Нагорода за створення короткометражного фільму — «Man About Town»
- Почесна згадка латиноамериканського кіно — «Deep Crimson» і «Syphon Gun»
- Почесна згадка за створення короткометражного фільму — «Birdhouse»
- Премія за кіносценарій імені Волдо Солта — «Неділя»
- Данина Піпер-Едсік незалежному баченню — Тім Роббінс

Джерело:

## 1998
- Ґран-прі журі за драматичний фільм — «Slam»
- Ґран-прі журі за документальний фільм — «Frat House» і «The Farm: Angola, USA» (нагорода розділена порівну)
- Спеціальний приз журі за акторську роль — «Miss Monday»
- Спеціальний приз журі за створення короткометражного фільму — «Fishbelly White»
- Трофей кінематографістів за драматичний фільм — «Smoke Signals»
- Трофей кінематографістів за документальний фільм — «Divine Trash»
- Приз за режисуру драматичного фільму — «Пі»
- Приз за режисуру документального фільму — «Момент удару»
- Приз за досконалу операторську роботу в драматичному фільмі — «2by4»
- Приз за досконалу операторську роботу в документальному фільмі — «Wild Man Blues»
- Премія за кіносценарій імені Волдо Солта — «Високе мистецтво»
- Приз за свободу самовираження — «The Decline of Western Civilization III»
- Почесна згадка латиноамериканського кіно — «Who the Hell Is Juliette?»
- Приз глядацьких симпатій за драматичний фільм — «Smoke Signals»
- Приз глядацьких симпатій за документальний фільм — «Out of the Past»
- Почесна згадка за створення короткометражного фільму — «Snake Feed» і «Human Remains»
- Данина Піпер-Едсік незалежному баченню — Френсіс Макдорманд

Джерело:

## 1999
- Ґран-прі журі за документальний фільм — «Американське кіно»
- Ґран-прі журі за драматичний фільм — «Three Seasons»
- Приз глядацьких симпатій за документальний фільм — «Genghis Blues»
- Приз глядацьких симпатій за драматичний фільм — «Three Seasons»
- Приз за досконалу операторську роботу в драматичному фільмі — «Three Seasons»
- Приз за досконалу операторську роботу в документальному фільмі — «Regret to Inform» і «Кролик на Місяці»
- Приз за режисуру драматичного фільму — «Judy Berlin»
- Приз за режисуру документального фільму — «Regret to Inform»
- Приз за свободу самовираження — «The Black Press: Soldiers Without Swords»
- Премія за кіносценарій імені Волдо Солта — «Король Джо» і «Уроки кохання»
- Приз глядацьких симпатій за неамериканський фільм — «Біжи, Лоло, біжи» і «Поїзд кохання»
- Трофей кінематографістів за драматичний фільм — «Tumbleweeds»
- Трофей кінематографістів за документальний фільм — «Sing Faster: The Stagehands' Ring Cycle»
- Почесна згадка за створення короткометражного фільму — «Stubble Trouble», «Come unto Me: The Faces of Tyree Guyton», «A Pack of Gifts, Now», «Atomic Tabasco» і «Devil Doll/Ring Pull»
- Приз журі за латиноамериканське кіно — «Little Saints»
- Приз журі за створення короткометражного фільму — «More»
- Спеціальний приз журі — «On the Ropes»
- Спеціальний приз журі за латиноамериканське кіно — «Life is to Whistle»
- Спеціальний приз журі за акторську гру — «Happy, Texas»
- Спеціальний приз журі за відмінне бачення в кіновиробництві — «Острів скарбів»
- Данина Піпер-Едсік незалежному баченню — Лора Дерн

Джерело:

## 2000
- Ґран-прі журі за документальний фільм — «Long Night's Journey into Day»
- Приз за режисуру драматичного фільму — «Girlfight»
- Приз за режисуру документального фільму — «Параграф 175»
- Премія за кіносценарій імені Волдо Солта — «Можеш розраховувати на мене»
- Приз за свободу самовираження — «Темні дні»
- Приз глядацьких симпатій за драматичний фільм — «Two Family House»
- Приз за досконалу операторську роботу в документальному фільмі — «Americanos: Latino Life in The United States»
- Приз за досконалу операторську роботу в драматичному фільмі — «Committed»
- Приз глядацьких симпатій за неамериканський фільм — «Saving Grace»
- Спеціальний приз журі за художні досягнення — «The Ballad of Ramblin' Jack»
- Спеціальний приз журі за сценарій — «George Wallace: Settin' the Woods on Fire»
- Спеціальний приз журі за акторський ансамбль — «The Tao of Steve», «Songcatcher»
- Приз журі за латиноамериканське кіно — «Herod's Law»
- Приз журі за створення короткометражного фільму — «Five Feet High and Rising»
- Почесна згадка за створення короткометражного фільму — «No One Writes to the Colonel», «Darling International», «G.»
- Данина Піпер-Едсік незалежному баченню — Кевін Спейсі

Джерело:

## 2001
- Ґран-прі журі за документальний фільм — «Південний комфорт»
- Ґран-прі журі за драматичний фільм — «Фанатик»
- Приз за режисуру документального фільму — «Dogtown and Z-Boys»
- Приз за режисуру драматичного фільму — «Hedwig and the Angry Inch»
- Приз за свободу самовираження — «Scout's Honor»
- Приз глядацьких симпатій за неамериканський фільм — «The Road Home»
- Приз за досконалу операторську роботу в документальному фільмі — «LaLee's Kin: The Legacy of Cotton»
- Приз за досконалу операторську роботу в драматичному фільмі — «The Deep End»
- Премія за кіносценарій імені Волдо Солта — «Пам'ятай»
- Спеціальний приз журі за акторську гру — «In the Bedroom»
- Спеціальний приз журі за документальний фільм — «Children Underground»
- Приз журі за латиноамериканське кіно — «Possible Loves» і «Without a Trace»
- Спеціальний приз журі за латиноамериканське кіно — «Coffin Joe — The Strange World Of José Mojica Marins»
- Приз журі за створення короткометражного фільму — «Gina, An Actress, Age 29»
- Почесна згадка за створення короткометражного фільму — «Delusions in Modern Primitivism», «Jigsaw Venus», «Metropopular», «Peter Rabbit and the Crucifix», «Pie Fight '69», «Sweet» і «Zen and the Art of Landscaping»
- Нагорода Піпер-Едсік — Джуліанн Мур

Джерело:

## 2002
- Ґран-прі журі за документальний фільм — «Донька з Данангу»
- Приз глядацьких симпатій за документальний фільм — «Amandla!: A Revolution in Four-Part Harmony»
- Приз глядацьких симпатій за драматичний фільм — «Real Women Have Curves»
- Приз за режисуру документального фільму — «Сестра Гелен»
- Приз за режисуру драматичного фільму — «Tadpole»
- Приз за досконалу операторську роботу в документальному фільмі — «Blue Vinyl»
- Приз за досконалу операторську роботу в драматичному фільмі — «Personal Velocity: Three Portraits»
- Приз за свободу самовираження — «Amandla!: A Revolution in Four-Part Harmony»
- Почесна згадка за створення короткометражного фільму — «No Dumb Questions», «The Parlor», «Stuck», «Drowning Lessons», «Bus 44» і «Morning Breath»
- Приз журі за латиноамериканське кіно — «The Trespasser»
- Приз журі за створення короткометражного фільму — «Газопровід»
- Спеціальний приз журі за документальний фільм — «Senorita Extraviada» і «Як намалювати кролика»
- Спеціальний приз журі за акторський ансамбль — «Маніто»
- Спеціальний приз журі за оригінальність — «Secretary»
- Премія за кіносценарій імені Волдо Солта — «Кохай Лізу»
- Приз глядацьких симпатій за неамериканський фільм — «L'ultimo bacio» і «Кривава неділя»

Джерело:

## 2003
- Ґран-прі журі за документальний фільм — «Capturing the Friedmans»
- Ґран-прі журі за драматичний фільм — «American Splendor»
- Приз імені Альфреда П. Слоуна — «Допамін»
- Приз глядацьких симпатій за документальний фільм — «Моя плоть і кров»
- Приз глядацьких симпатій за драматичний фільм — The Station Agent
- Приз за режисуру драматичного фільму — «Тринадцять»
- Приз за досконалу операторську роботу в документальному фільмі — »Stevie“
- Приз за досконалу операторську роботу в драматичному фільмі — «Quattro Noza»
- Приз за свободу самовираження — «What I Want My Words to Do to You»
- Почесна згадка за створення короткометражного фільму — «Ocularist», «Планети», «Pan with Us», «The Freak», «Asylum», «Fits & Starts», «Earthquake» і «From the 104th Floor»
- Приз журі за створення короткометражного фільму — «Terminal Bar»
- Приз глядацьких симпатій он-лайн-аудиторії кінофестивалю за створення короткометражного фільму — «One»
- Приз глядацьких симпатій он-лайн-аудиторії кінофестивалю за створення анімаційного короткометражного фільму — «Broken Saints»
- Приз глядацьких симпатій он-лайн-аудиторії кінофестивалю за друге місце у створенні короткометражного фільму — «S-11 Redux: Channel Surfing the Apocalypse»
- Приз глядацьких симпатій он-лайн-аудиторії кінофестивалю за друге місце у створенні анімаційного короткометражного фільму — «LOR»
- Приз глядацьких симпатій он-лайн-аудиторії кінофестивалю за третє місце у створенні короткометражного фільму — «Icarus of Pittsburgh»
- Приз глядацьких симпатій он-лайн-аудиторії кінофестивалю за третє місце у створенні анімаційного короткометражного фільму — «Bumble Beeing»
- Премія за кіносценарій імені Волдо Солта — «Станційний наглядач»
- Приз глядацьких симпатій за неамериканський фільм — «Whale Rider»

Джерело:

## 2004
- Приз імені Альфреда П. Слоуна — «Детонатор»
- Audience Award Documentary — Born into Brothels
- Audience Award Dramatic — Maria Full of Grace
- Directing Award Documentary — Super Size Me
- Directing Award Dramatic — Down to the Bone
- Excellence in Cinematography Award Documentary — Imelda
- Excellence in Cinematography Award Dramatic — Листопад
- Freedom of Expression Award — Repatriation
- Grand Jury Prize Documentary — Dig!
- Grand Jury Prize Dramatic — Primer
- Honorable Mention in Short Filmmaking — Curtis
- Honorable Mention in Short Filmmaking — Harvie Krumpet
- Honorable Mention in Short Filmmaking — Krumped
- Honorable Mention in Short Filmmaking — Papillon D’Amour
- Honorable Mention in Short Filmmaking — Spokane
- Jury Prize in Short Filmmaking — When the Storm Came
- Jury Prize in Short Filmmaking — Gowanus, Brooklyn
- Jury Prize in International Short Filmmaking — Tomo
- Приз глядацьких симпатій он-лайн-аудиторії кінофестивалю за створення короткометражного фільму — Strangers
- Приз глядацьких симпатій он-лайн-аудиторії кінофестивалю за створення анімаційного короткометражного фільму — Drum Machine
- Приз он-лайн-журі кінофестивалю за створення короткометражного фільму — Wet Dreams and False Images
- Приз он-лайн-журі кінофестивалю за створення анімаційного короткометражного фільму — Bathtime in Clerkenwell
- Приз он-лайн-журі кінофестивалю за створення нових форм короткометражного фільму — The Dawn at My Back: Memoir of a Texas Upgringing
- Special Jury Prize Documentary — Farmingville
- Special Jury Prize Dramatic — Brother to Brother
- Special Jury Prize for Acting — Вера Фарміґа за свою роль у фільмі Down to the Bone
- Премія за кіносценарій імені Волдо Солта — Ларрі Ґрос за кіносценарій до фільму «Ми тут більше не живемо»
- World Cinema Audience Award Documentary — «Корпорація»
- World Cinema Audience Award Dramatic — «Seducing Doctor Lewis»

Джерело:

## 2005
- Приз імені Альфреда П. Слоуна — «Людина-ґрізлі»
- Special Jury Prize for Editing — Murderball
- Audience Award Documentary — Murderball
- Audience Award Dramatic — Hustle & Flow
- Directing Award Documentary — Jeff Feuerzeig for The Devil and Daniel Johnston
- Directing Award Dramatic — Noah Baumbach for The Squid and the Whale
- Excellence in Cinematography Award Documentary — The Education of Shelby Knox
- Excellence in Cinematography Award Dramatic — Hustle & Flow
- Grand Jury Prize Documentary — Why We Fight
- Grand Jury Prize Dramatic — Forty Shades of Blue
- Honorable Mention in Short Filmmaking — One Weekend A Month
- Honorable Mention in Short Filmmaking — Small Town Secrets
- Honorable Mention in Short Filmmaking — Victoria Para Chino
- Honorable Mention in Short Filmmaking — Tama Tu
- Honorable Mention in Short Filmmaking — Ryan
- Honorable Mention in Short Filmmaking — Bullets in the Hood: A Bed-Stuy Story
- Jury Prize in Short Filmmaking — Family Portrait
- Jury Prize in International Short Filmmaking — Wasp
- Special Jury Prize Documentary — After Innocence
- Special Jury Prize for Acting — Amy Adams in Junebug
- Special Jury Prize for Acting — Lou Pucci in Thumbsucker
- Special Jury Prize for Originality of Vision Dramatic — Miranda July writer, director, and actor in Me and You and Everyone We Know
- Special Jury Prize for Originality of Vision Dramatic — Rian Johnson director of Brick
- Премія за кіносценарій імені Волдо Солта — Ноа Баумбах за кіносценарій до фільму «Кальмар і кит»
- World Cinema Jury Prize Documentary — Shape of the Moon
- World Cinema Jury Prize Dramatic — The Hero
- World Cinema Audience Award Dramatic — Brothers
- World Cinema Special Jury Prize Documentary — The Liberace of Baghdad
- World Cinema Special Jury Prize Documentary — Wall
- World Cinema Special Jury Prize Dramatic — The Forest For the Trees
- World Cinema Special Jury Prize Dramatic — Live-In Maid

Джерело:

## 2006
- Приз імені Альфреда П. Слоуна — «Будинок з піску»
- Audience Award Documentary — God Grew Tired of Us
- Audience Award Dramatic — Quinceañera
- Directing Award Documentary — James Longley director of Iraq in Fragments
- Directing Award Dramatic — Dito Montiel for A Guide to Recognizing Your Saints
- Editing Award Documentary — Iraq in Fragments
- Excellence in Cinematography Award Documentary — James Longley for Iraq in Fragments
- Excellence in Cinematography Award Dramatic — Tom Richmond for Right at Your Door
- Grand Jury Prize Documentary — God Grew Tired of Us
- Grand Jury Prize Dramatic — Quinceañera
- Honorable Mention in Short Filmmaking — Before Dawn
- Honorable Mention in Short Filmmaking — Undressing My Mother
- Jury Prize in Short Filmmaking — Bugcrush
- Jury Prize in Short Filmmaking — The Wraith of Cobble Hill
- Jury Prize in International Short Filmmaking — The Natural Route
- Special Jury Prize Documentary — American Blackout
- Special Jury Prize Documentary — TV Junkie
- Special Jury Prize for Independent Vision Dramatic — In Between Days
- Премія за кіносценарій імені Волдо Солта — Гіларі Брауер за кіносценарій до фільму «Стефані Делі»
- World Cinema Audience Award Documentary — De Nadie
- World Cinema Audience Award Dramatic — No. 2
- World Cinema Jury Prize Documentary — In the Pit
- World Cinema Jury Prize Dramatic — 13 Tzameti
- World Cinema Special Jury Prize Documentary — Into Great Silence
- World Cinema Special Jury Prize Documentary — Dear Pyongyang
- World Cinema Special Jury Prize Dramatic — Eve and the Fire Horse

Джерело:

## 2007
- Приз імені Альфреда П. Слоуна — «Темна матерія»
- Audience Award: Documentary — Hear and Now
- Directing Award Documentary — Sean Fine and Andrea Nix Fine for War/Dance
- Directing Award Dramatic — Jeffrey Blitz for Rocket Science
- Editing Award Documentary — Hibah Sherif Frisina, Charlton McMillan, and Michael Schweitzer for Nanking
- Excellence in Cinematography Award Documentary — Manda Bala (Send a Bullet)
- Excellence in Cinematography Award Dramatic — Benoît Debie for Joshua
- Grand Jury Prize Documentary — Manda Bala (Send a Bullet)
- Grand Jury Prize Dramatic — Padre Nuestro
- Honorable Mentions in Short Filmmaking — Death to the Tinman
- Honorable Mentions in Short Filmmaking — t.o.m.
- Honorable Mentions in Short Filmmaking — Men Understand Each Other Better (Mardha Hamdigar Ra Behtar Mifahmand)
- Honorable Mentions in Short Filmmaking — Spitfire 944
- Honorable Mentions in Short Filmmaking — Motodrom
- Honorable Mentions in Short Filmmaking — The Fighting Cholitas
- Jury Prize in Short Filmmaking — Everything Will Be OK
- Jury Prize in International Short Filmmaking — The Tube With a Hat
- Special Jury Prize: Documentary — No End in Sight
- Special Jury Prize in Short Filmmaking — Freeheld
- Special Jury Prize for Acting — Jess Weixler in Teeth
- Special Jury Prize for Acting — Tamara Podemski in Four Sheets to the Wind
- Special Jury Prize for Singularity of Vision Dramatic — Chris Smith, director of The Pool
- Премія за кіносценарій імені Волдо Солта — Джеймс С. Стауз за кіносценарій до фільму «Ґрейс більше немає»
- World Cinema Audience Award: Documentary — In the Shadow of the Moon
- World Cinema Audience Award: Dramatic — Once
- World Cinema Jury Prize Documentary — Enemies of Happiness
- World Cinema Jury Prize Dramatic — Sweet Mud
- World Cinema Special Jury Prize Documentary — Hot House
- World Cinema Special Jury Prize Dramatic — L' Héritage (The Legacy)

Джерело:

## 2008
- Приз імені Альфреда П. Слоуна — «Торговець сном»
- Audience Award: Documentary — Fields of Fuel
- Audience Award: Dramatic — The Wackness
- Directing Award: Documentary — American Teen
- Directing Award: Dramatic — Ballast
- Editing Award Documentary — Roman Polanski: Wanted and Desired
- Excellence in Cinematography Award: Documentary — Patti Smith: Dream of Life
- Excellence in Cinematography Award: Dramatic — Ballast
- Grand Jury Prize: Documentary — Trouble the Water
- Grand Jury Prize: Dramatic — Frozen River
- Honorable Mention in Short Filmmaking — Aquarium
- Honorable Mention in Short Filmmaking — August 15th
- Honorable Mention in Short Filmmaking — La Corona (The Crown)
- Honorable Mention in Short Filmmaking — Oiran Lyrics
- Honorable Mention in Short Filmmaking — Spider
- Honorable Mention in Short Filmmaking — Suspension
- Honorable Mention in Short Filmmaking — W.
- Jury Prize Short Filmmaking — My Olympic Summer
- Jury Prize Short Filmmaking — Sikumi (On the Ice)
- Jury Prize International Short Filmmaking — Soft
- Special Jury Prize: Documentary — The Greatest Silence: Rape in the Congo
- Special Jury Prize for Spirit of Independence — Anywhere, USA
- Special Jury Prize for Ensemble Cast — Choke
- Премія за кіносценарій імені Волдо Солта — «Торговець сном»
- World Cinema Audience Award: Dramatic — Captain Abu Raed
- World Cinema Cinematography Award Documentary — Recycle
- World Cinema Directing Award Documentary — Durakovo: The Village of Fools (Durakovo: Le Village Des Fous)
- World Cinema Directing Award Dramatic — Mermaid (Rusalka)
- World Cinema Documentary Editing Award — The Art Star and the Sudanese Twins
- World Cinema Jury Prize Documentary — Man on Wire
- World Cinema Jury Prize Dramatic — King of Ping Pong (Ping Pongkingen)
- World Cinema Screenwriting Award — I Always Wanted to Be a Gangster (J'ai Toujours Rêvé d'Être un Gangster)
- World Cinema Special Jury Prize: Dramatic — Blue Eyelids (Párpados Azules)

Джерело:

## 2009
- Приз імені Альфреда П. Слоуна — «Адам»
- Audience Award: Dramatic — Precious
- Audience Award: Documentary — The Cove
- Directing Award Dramatic — Cary Joji Fukunaga for Sin Nombre
- Directing Award Documentary — Natalia Almada for El General
- Excellence in Cinematography Award: Dramatic — Adriano Goldman for Sin Nombre
- Excellence in Cinematography Award: Documentary — Bob Richman for The September Issue
- Editing Award Documentary — Karen Schmeer for Sergio
- Grand Jury Prize: Dramatic — Precious
- Grand Jury Prize: Documentary — We Live in Public
- Honorable Mention Short Filmmaking — Omelette
- Honorable Mention Short Filmmaking — The Attack of the Robots from Nebula-5
- Honorable Mention Short Filmmaking — Jerrycan
- Honorable Mention Short Filmmaking — Western Spaghetti
- Honorable Mention Short Filmmaking — I Live in the Woods
- Honorable Mention Short Filmmaking — Love You More
- Honorable Mention Short Filmmaking — Protect You + Me.
- Honorable Mention Short Filmmaking — Treevenge
- Jury Prize Short Filmmaking — Short Term 12
- Jury Prize International Short Filmmaking — Lies
- Special Jury Prize Documentary — Good Hair
- Special Jury Prize for Spirit of Independence — Humpday
- Special Jury Prize for Acting — Mo'Nique for Precious
- Премія за кіносценарій імені Волдо Солта — Ніколас Ясеновец і Шарлін Ї за сценарій до фільму «Паперове серце»
- World Cinema Audience Award: Documentary — Afghan Star
- World Cinema Audience Award: Dramatic — An Education
- World Cinema Cinematography Award: Documentary — John Maringouin for Big River Man
- World Cinema Directing Award: Documentary — Havana Marking for Afghan Star
- World Cinema Documentary Editing Award — Janus Billeskov Jansen and Thomas Papapetros for Burma VJ
- World Cinema Jury Prize Documentary — Rough Aunties
- World Cinema Jury Prize Dramatic — The Maid (La Nana)
- World Cinema Screenwriting Award — Guy Hibbert for «П'ять хвилин раю»
- World Cinema Special Jury Prize Documentary — Tibet in Song
- World Cinema Special Jury Prize for Acting — Catalina Saavedra for The Maid (La Nana)
- World Cinema Special Jury Prize for Originality — Louise-Michel

Джерело:

## 2010
- Приз імені Альфреда П. Слоуна — «Обселідія»
- Audience Award: Dramatic — happythankyoumoreplease
- Audience Award: Documentary — Waiting for "Superman"
- Best of NEXT — Homewrecker
- Directing Award Documentary — Smash His Camera
- Directing Award Dramatic — 3 Backyards
- Excellence in Cinematography Award Dramatic — «Обселідія»
- Excellence in Cinematography Award Documentary — The Oath
- Editing Award Documentary — Joan Rivers: A Piece of Work
- Grand Jury Prize: Documentary — Restrepo
- Honorable Mention in Short Filmmaking — Born Sweet
- Honorable Mention in Short Filmmaking — Can We Talk?
- Honorable Mention in Short Filmmaking — Dock Ellis & The LSD No-No
- Honorable Mention in Short Filmmaking — How I Met Your Father
- Honorable Mention in Short Filmmaking — Quadrangle
- Honorable Mention in Short Filmmaking — Rob and Valentyna in Scotland
- Honorable Mention in Short Filmmaking — Young Love
- Jury Prize International Short Filmmaking — The Six Dollar Fifty Man
- Jury Prize Short Filmmaking — Drunk History: Douglass & Lincoln
- Special Jury Prize Documentary — Gasland
- Special Jury Prize Dramatic — Sympathy for Delicious
- Премія за кіносценарій імені Волдо Солта — «Зимова кістка»
- World Cinema Audience Award Documentary — Waste Land
- World Cinema Audience Award Dramatic — Undertow
- World Cinema Cinematography Award Documentary — His & Hers
- World Cinema Cinematography Award Dramatic — The Man Next Door
- World Cinema Directing Award Documentary — Space Tourists
- World Cinema Directing Award Dramatic — Southern District
- World Cinema Documentary Editing Award — A Film Unfinished
- World Cinema Jury Prize Documentary — The Red Chapel (Det Røde Kapel)
- World Cinema Jury Prize Dramatic — Animal Kingdom
- World Cinema Screenwriting Award — Southern District
- World Cinema Special Jury Prize Documentary — Enemies of the People
- World Cinema Special Jury Prize for Acting — Grown Up Movie Star

Джерело:

## 2011
- Ґран-прі журі за документальний фільм — «Як померти в Орегоні»
- Ґран-прі журі за драматичний фільм — «Немовби божевільний»
- Ґран-прі журі за неамериканський документальний фільм — «Hell and Back Again»
- Ґран-прі журі за неамериканський драматичний фільм — «Happy, Happy»
- Приз глядацьких симпатій за документальний фільм — «Buck»
- Приз глядацьких симпатій за драматичний фільм — «Circumstance»
- Приз глядацьких симпатій за неамериканський документальний фільм — «Senna»
- Приз глядацьких симпатій за неамериканський драматичний фільм — «Kinyarwanda»
- Приз глядацьких симпатій програми «Best of NEXT» — «to.get.her»
- Приз за режисуру документального фільму — Джон Фой за фільм «Resurrect Dead: The Mystery of the Toynbee Tiles»
- Приз за режисуру драматичного фільму — Шон Даркін за фільм «Martha Marcy May Marlene»
- Приз за режисуру неамериканського документального фільму — Джеймс Марш за фільм «Проект Нім»
- Приз за режисуру неамериканського драматичного фільму — Педді Консідайн за фільм «Тиранозавр»
- Премія за кіносценарій імені Волдо Солта — Сем Левінсон за кіносценарій до фільму «Ще один щасливий день»
- Приз за кіносценарій неамериканського драматичного фільму — Ерез Кав-Ель за фільм «Restoration»
- Приз за монтаж документального фільму — Метью Гамачек і Маршалл Керрі за фільм «If a Tree Falls: A Story of the Earth Liberation Front»
- Приз за монтаж неамериканського документального фільму — Ґоран Гуґо Ольсен і Ханна Лейонквіст за фільм «The Black Power Mixtape 1967—1975»
- Приз за досконалу операторську роботу документального фільму — Ерік Страусс, Раян Гілл і Пітер Гатчінс за фільм «The Redemption of General Butt Naked»
- Приз за досконалу операторську роботу драматичного фільму — Бредфорд Янґ за фільм «Pariah»
- Приз за операторську роботу неамериканського документального фільму — Даньфунь Деніс за фільм «Hell and Back Again»
- Приз за операторську роботу неамериканського драматичного фільму — Дієґо Ф. Хіменес за фільм «All Your Dead Ones»
- Спеціальні призи журі за прорив у виконанні в неамериканському драматичному фільмі — Педді Консідайн і Олівія Солман «Тиранозавр»
- Спеціальний приз журі неамериканському документальному фільму — «Position Among the Stars»
- Спеціальний приз журі документальному фільму — «Being Elmo: A Puppeteer's Journey»
- Спеціальний приз журі драматичному фільму — «Інша Земля»
- Спеціальний приз журі за прорив у виконанні в драматичному фільмі — Фелісіті Джонс за фільм «Немовби божевільний»
- Приз журі за створення короткометражного фільму — «Brick Novax Pt 1» і «2»
- Приз міжнародного журі за створення короткометражного фільму — «Deeper Than Yesterday»
- Почесна згадка за створення короткометражного фільму — «Choke», «Diarchy», «Зовнішній світ», Легенда про Бобра Дама, «Out of Reach», «Protoparticles»
- Приз за художній фільм імені Альфреда П. Слоуна — «Інша Земля»
- Нагороди Інституту Санденса/Mahindra Global Filmmaking — Боґдан Мустата (Румунія) за фільм «Вовк», Ернесто Контрера (Мексика) за фільм «Я мрію іншою мовою», Сень Тат Лью (Малайзія) за фільм «In What City Does It Live?» і Талья Лаві (Ізраїль) за фільм «Нульова мотивація»
- Нагорода Інституту Санденса/NHK — Черіен Дабіс, режисер фільму «Травень улітку»

Джерело:

## 2018
- U.S. Dramatic Grand Jury Prize Award: «Перевиховання Кемерон Пост», режисер Дезіре Акхаван
- U.S. Dramatic Audience Award: «Берден», режисер Ендрю Геклер
- U.S. Dramatic Directing Award: «Вихователька дитячого садка», режисерка Сара Коланґело
- U.S. Dramatic Waldo Salt Screenwriting Award: «Ненсі», сценаристка Крістіна Чоу
- U.S. Dramatic Special Jury Award for Outstanding First Feature: «Монстри і чоловіки», режисер Рейнальдо Маркус Ґрін
- U.S. Dramatic Special Jury Award for Excellence in Filmmaking: «Здається, ми залишилися одні», режисер Рід Морано
- U.S. Dramatic Special Jury Award for Achievement in Acting: Бенджамін Дікі, «Блейз»
- U.S. Documentary Grand Jury Prize Award: «Кайлас», режисер Дерек Донін
- U.S. Documentary Audience Award: «Речення», режисер Руді Вальдез
- U.S. Documentary Directing Award, «На її плечах», режисерка Александрія Бомбач
- U.S. Documentary Special Jury Award for Social Impact: «Злочин + Кара», режисер Стівен Мейн
- U.S. Documentary Special Jury Award for Creative Vision: «Hale County This Morning, This Evening», режисер РаМелл Росс
- U.S. Documentary Special Jury Award for Breakthrough Filmmaking: «Minding the Gap», режисер Бінґ Ліу
- U.S. Documentary Special Jury Award for Storytelling: «Три однакові незнайомці», режисер Тім Вардл
- World Cinema Dramatic Grand Jury Prize: «Метелики», режисер Толга Карачелік
- World Cinema Dramatic Audience Award: «Винний», режисер Ґустав Моллер
- World Cinema Dramatic Directing Award: «And Breathe Normally», режисер Ісольд Уґґадоттір
- World Cinema Dramatic Special Jury Award for Acting: Валерія Бертуччеллі, «Королева страху»
- World Cinema Dramatic Special Jury Award for Screenwriting: «Time Share», сценаристи Джуліо Чавезмонтес і Себастьян Гофманн
- World Cinema Dramatic Special Jury Award for Ensemble Acting: «Dead Pigs», режисер Кеті Ян
- World Cinema Documentary Grand Jury Prize: «Of Fathers and Sons», режисер Талал Деркі
- World Cinema Documentary Audience Award: «This Is Home», режисерка Александра Шива
- World Cinema Documentary Directing Award: «Shirkers», режисерка Сенді Тан
- World Cinema Documentary Special Jury Award: «Matangi/Maya/M.I.A.», presented to director Stephen Loveridge і M.I.A.
- World Cinema Documentary Special Jury Award for Cinematography: «Genesis 2.0», Peter Indergand і Maxim Arbugaev
- World Cinema Documentary Special Jury Award for Editing: «Our New President», Maxim Pozdorovkin і Matvey Kulakov
- NEXT Audience Award: «Пошук», режисер Аніш Чаганті
- NEXT Innovator Award: (tie) «Night Comes On», режисер Джордана Спіро; «Ми, тварини», режисер Джеремая Заґар
- Short Film Grand Jury Prize: «Matria», режисер Alvaro Gago
- Short Film Jury Award: U.S. Fiction: «Hair Wolf», режисер Mariama Diallo
- Short Film Jury Award: International Fiction: «Would You Look at Her», режисер Goran Stolevski
- Short Film Jury Award: Nonfiction: «The Trader (Sovdagari)», режисер Tamta Gabrichidze
- Short Film Jury Award: Animation: «Glucose», режисер Jeron Braxton
- Special Jury Awards: «Emergency», режисер Carey Williams; «Fauve», режисер Jérémy Comte; та «For Nonna Anna», режисер Luis De Filippis.
- Sundance Institute Open Borders Fellowship Presented by Netflix: «Of Fathers and Sons» (Сирія), режисер Talal Derki; Untitled film (Індія), режисер Chaitanya Tamhane; та «Night on Fire», режисерка Tatiana Huezo
- Sundance Institute / NHK Award: «His Hous»e, режисер Remi Weekes.
- Sundance Institute Alfred P. Sloan Feature Film Prize: «Пошук», Aneesh Chaganty та Sev Ohanian
- Sundance Institute / Amazon Studios Producers Award: Sev Ohanian